# Delme (fiume)
La Delme è un corso d'acqua della Bassa Sassonia. Nasce a Twistringen, che attraversa sotterraneamente, e scorre da Harpstedt nel territorio di Delmenhorst. Alla periferia della città di Brema sfocia nella Ochtum, un affluente di sinistra del Weser. Fra la sorgente della Delme e la foce vi è un dislivello di circa 50 m.
Secondo gli etimologi il nome "Delme" è il più antico nome di fiume dell'Europa. Esso ha origine probabilmente dalla radice indo-germanica tel o stel e significherebbe "lasciare scorrere qualcosa"..

## Affluenti
- alla sinistra orografica:
  - Ellernbäke
  - Steinbach
  - Grünbach
  - Kleine Beeke
  - Welse
  - Randgraben
- alla destra orografica:
  - Rote Riede
  - Röhenbeeke
  - Purrmühlenbach
  - Heidkruger Bäke

## Territori comunali attraversati
- Twistringen
- Köbbinghausen
- Beckeln
- Groß Köhren
- Klein Köhren
- Harpstedt
- Horstedt
- Delmenhorst